# 井岸镇
井岸镇，是中华人民共和国广东省珠海市斗门区下辖的一个乡镇级行政单位。

## 行政区划
井岸镇下辖以下地区：
红旗社区、朝阳社区、红卫社区、统建社区、长亨社区、飞龙社区、美湾社区、南湾社区、新伟社区、南潮村、坭湾村、尖峰村、东风村、五福村、新堂村、新青村、西埔村、草朗村、鸡咀村、黄金村、北澳村、龙西村、西湾村、黄杨村和新青科技工业园。